# ローレンス・レペタ
ローレンス・レペタ（Lawrence Repeta、1951年 - ）は、アメリカの法学者・弁護士。

## 人物
ニューヨーク州立大学、ワシントン大学ロー・スクールを経て、1979年ワシントン州弁護士登録。
日本の憲法判例の中でも、裁判の傍聴人が法廷でメモを採ることの許可を求めたが認められなかったため、国家賠償法1条に基づき損害賠償を求めた訴訟の原告として有名である（最高裁大法廷判決・平成元年3月8日）。
彼は表現の自由（憲法第21条が保障）の派生的権利としてこの権利を主張したのに対して、最高裁は（筆記の自由は）「憲法21条1項の規定の精神に照らして尊重されるべきである」と位置づけたものの、結局「傍聴人に対して法廷においてメモを取ることを権利として保障しているものではない」とし、判決上では、彼の主張は退けられた。
しかし、この事件をきっかけに、日本の法廷では傍聴人がメモを採ることを認めるようになり、事実上、その主張が受け容れられた形である。この事件は、彼の名を採ってレペタ事件・レペタ訴訟、また法廷メモ訴訟などと呼ばれる。
日本との結び付きが強く、フィデリティ投信日本株式会社副社長、日米親善委員会基金による行政情報公開研究所プロジェクト・ディレクター（ワシントン州立大学ロースクール客員研究員）、モルガン・スタンレー・ディーン・ウィッター日本証券会社常務、テンプル大学ロースクール・プログラムディレクター兼テンプル大学ジャパン副学長、大宮法科大学院大学教授、明治大学特任教授を務めた。テンプル大学ジャパン副学長を務めていた2003年2月に安倍フェローシップ研究奨学金を獲得した。
法廷メモ訴訟での活躍や経歴を見ても分かるように、公的機関に対する情報公開問題は専門分野であり、日本評論社の法律学習月刊誌・法学セミナーでは、「リーガルクリニック情報公開――秘密との闘い、法を武器として」と題し、情報公開に関する連載を毎月行った。
2017年6月、アメリカに翌月に帰国することが明らかとなった。その後、アメリカのワシントン州で弁護士をつとめている。

## 著書
- 『MEMOがとれない―最高裁に挑んだ男たち』（山岸和彦, 鈴木五十三, 秋山幹男, 喜田村洋一, 三宅弘と共著）有斐閣、1991年 ISBN 4641031479
- 『証券改革―「市場再生」をどう進める』（神崎倫一, 上村達男, 川口恭弘, 宮尾尊弘, 貝塚啓明, 鈴木芳徳と共著）東洋経済新報社、1991年 ISBN 4492710841
- 『闇を撃つ』石井邦尚(訳)、日本評論社、2006年 ISBN 4535584869